# بخش دیر، شهرستان روزو، مینه سوتا
بخش دیر (به انگلیسی: Deer Township) یک منطقهٔ مسکونی در ایالات متحده آمریکا است که در شهرستان روسو، مینه‌سوتا واقع شده‌است.
 بخش دیر ۹۳٫۶ کیلومتر مربع مساحت و ۹۲ نفر جمعیت دارد و ۳۳۶ متر بالاتر از سطح دریا واقع شده‌است.